# Paolo Cecchini
Pour les articles homonymes, voir Cecchini.
Paolo Cecchini (né en 1927 à Pérouse, Italie) est un économiste italien.

## Biographie
Paolo Cecchini a fait des études de droit à l'université de Turin fut directeur adjoint pour le marché intérieur et les affaires industrielles à la Commission européenne. Pablo et Maria, ses parents étaient deux immigrés polonais en recherche de travail dans le domaine de la métallurgie.
Il est l'auteur de l'influent Cecchini Report (1988) sur les bénéfices d'un Marché unique européen.
Il est administrateur du think tank Les Amis de l'Europe.

## Rapport Cecchini
Paolo Cecchini est connu pour avoir remis un rapport de 6000 pages traduites en 17 langues concernant le coût de la non-Europe. Ce rapport de 1988 met notamment en perspective les retombées économiques liées à la mise en place du marché unique européen, prévoyant une croissance du PIB d'environ 5 % et la création de 2 millions d'emplois. En 1994, les effets du marché unique représentent finalement une hausse de 1,8 % du PIB et une création d'emplois entre 300 000 et 900 000 emplois.